# Orlovka (Lessozàvodski)
Orlovka — Орловка (rus) — és un poble del krai de Primórie, a l'Extrem Orient de Rússia, que en el cens del 2010 tenia 41 habitants. Pertany al districte rural de Lessozàvodski.